# 杉山町 (豊橋市)
杉山町（すぎやまちょう）は、愛知県豊橋市の地名。

## 地理
豊橋市南西部に位置する。東は城下町・老津町・西赤沢町、西から南は田原市、北は田原湾に接する。

### 河川
- 紙田川[1]

### 字一覧
- 天津（あまづ）[WEB 5]
- 天津前（あまづまえ）[WEB 5]
- 荒子（あらこ）[WEB 5]
- 医王（いおう）[WEB 5]
- 池成（いけなり）[WEB 5]
- 泉（いずみ）[WEB 5]
- いずみが丘（いずみがおか）[WEB 5]
- 泉原（いずみはら）[WEB 5]
- 一ノ沢（いちのさわ）[WEB 5]
- 市場（いちば）[WEB 5]
- 井ノ木（いのき）[WEB 5]
- 岡下（おかげ）[WEB 5]
- 姥捨（おばすて）[WEB 5]
- 小山（おやま）[WEB 5]
- 垣内（かきうち）[WEB 5]
- 梶ケ谷（かじがや）[WEB 5]
- 上泉（かみいずみ）[WEB 5]
- 上大取（かみおおとり）[WEB 5]
- 紙田（かみた）[WEB 5]
- 上殿村（かみとのむら）[WEB 5]
- 神吉下（かみよしした）[WEB 5]
- 上蓮代（かみれんだい）[WEB 5]
- 北御納（きたおのう）[WEB 5]
- 北河内（きたこうち）[WEB 5]
- 切畑（きりはた）[WEB 5]
- 久古（くごう）[WEB 5]
- 久古下（くごうした）[WEB 5]
- 久美（くみ）[WEB 5]
- 河内前（こうちまえ）[WEB 5]
- 孝仁（こうにん）[WEB 5]
- 小部ケ原（こぶがはら）[WEB 5]
- 五畝割（ごせわり）[WEB 5]
- 境ケ谷（さかいがや）[WEB 5]
- 三百田（さんびゃくだ）[WEB 5]
- 椎ノ木（しいのき）[WEB 5]
- 下泉（しもいずみ）[WEB 5]
- 下大取（しもおおとり）[WEB 5]
- 下蓮代（しもれんだい）[WEB 5]
- 新市場（しんいちば）[WEB 5]
- 新々田（しんしんでん）[WEB 5]
- 新知原（しんちはら）[WEB 5]
- 新天当（しんてんとう）[WEB 5]
- 新鳥居前（しんとりいまえ）[WEB 5]
- 新松丘（しんまつおか）[WEB 5]
- 十三本塚（じゅうさんぼんづか）[WEB 5]
- 千石（せんごく）[WEB 5]
- 外張（そとばり）[WEB 5]
- 谷下（たにした）[WEB 5]
- 太郎（たろう）[WEB 5]
- 大人坂（だいにんざか）[WEB 5]
- 知原（ちはら）[WEB 5]
- 天当（てんとう）[WEB 5]
- 殿村（とのむら）[WEB 5]
- 殿村東（とのむらひがし）[WEB 5]
- 鳥居前（とりいまえ）[WEB 5]
- 堂場（どうば）[WEB 5]
- 中河内（なかこうち）[WEB 5]
- 中藻（なかも）[WEB 5]
- 中蓮代（なかれんだい）[WEB 5]
- 七股池（ななまたいけ）[WEB 5]
- 西荒子（にしあらこ）[WEB 5]
- 西一ノ沢（にしいちのさわ）[WEB 5]
- 西ケ坪（にしがつぼ）[WEB 5]
- 西木ノ根山（にしきのねやま）[WEB 5]
- 西谷（にしたに）[WEB 5]
- 西南代（にしなんだい）[WEB 5]
- 西林（にしばやし）[WEB 5]
- 野口（のぐち）[WEB 5]
- 林（はやし）[WEB 5]
- 林崎（はやしざき）[WEB 5]
- 東荒子（ひがしあらこ）[WEB 5]
- 東一ノ沢（ひがしいちのさわ）[WEB 5]
- 東木ノ根山（ひがしきのねやま）[WEB 5]
- 東椎ノ木（ひがししいのき）[WEB 5]
- 東谷（ひがしたに）[WEB 5]
- 東南代（ひがしなんだい）[WEB 5]
- 東原（ひがしはら）[WEB 5]
- 東林（ひがしばやし）[WEB 5]
- 出山（ひつやま）[WEB 5]
- 日ノ出松（ひのでまつ）[WEB 5]
- 広垣（ひろがき）[WEB 5]
- 広中（ひろなか）[WEB 5]
- 福住（ふくずみ）[WEB 5]
- 細田（ほそだ）[WEB 5]
- 前屋敷（まえやしき）[WEB 5]
- 真菰（まこも）[WEB 5]
- 松岡（まつおか）[WEB 5]
- 松橋（まつはし）[WEB 5]
- 丸山（まるやま）[WEB 5]
- 御園（みその）[WEB 5]
- 南河内（みなみこうち）[WEB 5]
- 南椎ノ木（みなみしいのき）[WEB 5]
- 南殿村（みなみとのむら）[WEB 5]
- 宮脇（みやわき）[WEB 5]
- 向井（むかい）[WEB 5]
- 向山（むかいやま）[WEB 5]
- 向山下（むかいやました）[WEB 5]
- 焼山（やきやま）[WEB 5]
- 屋敷（やしき）[WEB 5]
- 山田（やまだ）[WEB 5]
- 山田東（やまだひがし）[WEB 5]
- 山畑（やまはた）[WEB 5]
- 六十沢（ろくじゅうさわ）[WEB 5]

## 歴史

### 人口の変遷
国勢調査による人口および世帯数の推移。
| 1995年（平成7年）  | 753世帯 3016人  |  |
| 2000年（平成12年） | 819世帯 3013人  |  |
| 2005年（平成17年） | 1125世帯 3928人 |  |
| 2010年（平成22年） | 1240世帯 4211人 |  |
| 2015年（平成27年） | 1274世帯 4357人 |  |

### 沿革
- 鎌倉時代から戦国時代には、「杉山御園」の名称が記録に残る[2]。神宮内宮領[2]。
- 室町時代から戦国時代には、「杉山郷」の名称が記録に残る[2]。
- 江戸時代 - 三河国渥美郡杉山村として所在[2]。当初は幕府領[2]。
- 寛永4年 - 豊後日田藩領[2]。
- 寛永10年 - 再び幕府領[2]。
- 寛永11年 - 三河吉田藩領[2]。
- 1878年（明治11年） - 杉谷村の一部となる[2]。
- 1884年（明治17年） - 渥美郡杉谷村のうち、江戸時代に杉山村および神吉新田であった領域が分離独立し、同郡杉山村が成立[2]。
- 1889年（明治22年） - 市制町村制による渥美郡杉山村となる[2]。
- 1906年（明治39年） - 杉山村が渥美郡六連村を合併したことにより、大字が編成され、杉山村大字杉山となる[2]。
- 1955年（昭和30年） - 豊橋市杉山町となる[2]。
- 1970年（昭和45年） - 渥美郡田原町谷熊との間で境界を変更[2]。

## 交通
- 国道259号[1]
- 豊橋鉄道渥美線杉山駅[1]
- 愛知県道六連杉山線[1]

## 施設
- 杉山地区市民館[1]
- 豊橋市立杉山小学校[1]
- 豊橋市南部農協杉山支所[1]
- 杉山駐在所[1]
- 曹洞宗長慶寺[1]
- 宝林寺[1]
- 全福寺[1]
- 常心寺[1]
- 永福寺[1]
- 薬師寺[1]
- 八幡社[1]
- 真田神社[1]

### WEB
1. ↑  “愛知県豊橋市の町丁・字一覧”.   人口統計ラボ. 2023年4月13日閲覧。
2. ↑  総務省統計局 (2017年1月27日). “平成27年国勢調査の調査結果(e-Stat) - 男女別人口及び世帯数 －町丁・字等” (CSV). 2021年7月21日閲覧。
3. ↑  “愛知県豊橋市の郵便番号一覧”.   日本郵便. 2023年4月13日閲覧。
4. ↑  “市外局番の一覧” (PDF).   総務省 (2022年3月1日). 2022年3月22日閲覧。
5. 1 2 3 4 5 6 7 8 9 10 11 12 13 14 15 16 17 18 19 20 21 22 23 24 25 26 27 28 29 30 31 32 33 34 35 36 37 38 39 40 41 42 43 44 45 46 47 48 49 50 51 52 53 54 55 56 57 58 59 60 61 62 63 64 65 66 67 68 69 70 71 72 73 74 75 76 77 78 79 80 81 82 83 84 85 86 87 88 89 90 91 92 93 94 95 96 97 98 99 100 101 102 103  “愛知県豊橋市 住所一覧から地図を検索”.   ONE COMPATH. 2023年8月17日閲覧。
6. ↑  総務省統計局 (2014年3月28日). “平成7年国勢調査の調査結果(e-Stat) - 男女別人口及び世帯数 －町丁・字等” (CSV). 2021年7月20日閲覧。
7. ↑  総務省統計局 (2014年5月30日). “平成12年国勢調査の調査結果(e-Stat) - 男女別人口及び世帯数 －町丁・字等” (CSV). 2021年7月20日閲覧。
8. ↑  総務省統計局 (2014年6月27日). “平成17年国勢調査の調査結果(e-Stat) - 男女別人口及び世帯数 －町丁・字等” (CSV). 2021年7月21日閲覧。
9. ↑  総務省統計局 (2012年1月20日). “平成22年国勢調査の調査結果(e-Stat) - 男女別人口及び世帯数 －町丁・字等” (CSV). 2021年7月21日閲覧。
10. ↑  総務省統計局 (2017年1月27日). “平成27年国勢調査の調査結果(e-Stat) - 男女別人口及び世帯数 －町丁・字等” (CSV). 2021年7月21日閲覧。

### 書籍
1. 1 2 3 4 5 6 7 8 9 10 11 12 13 14 15 16 17 18  「角川日本地名大辞典」編纂委員会 1989, p. 1789.
2. 1 2 3 4 5 6 7 8 9 10 11 12 13 14  「角川日本地名大辞典」編纂委員会 1989, p. 727.